# Parabetyla tahi
Parabetyla tahi är en stekelart som beskrevs av Naumann 1988. Parabetyla tahi ingår i släktet Parabetyla och familjen hyllhornsteklar. Inga underarter finns listade i Catalogue of Life.